# Khalil Ibrahim
Pour les articles homonymes, voir Ibrahim (homonymie).
Khalil Ibrahim (en azéri : Xəlil İbrahim ; né en 1892 à Choucha et mort en 1938 à Narguin) est un écrivain, publiciste, traducteur, critique, éducateur et personnalité publique azerbaïdjanaise. 

## Éducation
Khalil Ibrahimov étudie à l'école russo-tatare grâce à une bourse du philanthrope G. Saridjalinsky. Ensuite, il étudie dans une école réelle à Choucha et à Bakou grâce à des bourses de diverses personnes et organisations. En 1909, n'ayant pas de bourse pour poursuivre ses études, il interrompt ses études. Pendant un an il cherche du travail à Kirovabad (aujourd'hui Gandja), Tiflis (Tbilissi, Géorgie) et Bakou. Enfin, en 1911, il est embauché en tant que professeur à domicile pour les petits-enfants du célèbre poète Kasym-bek Zakir au domaine Saridjalinsky. En 1912, à Amirdjan, il enseigne à l'école de la Neshri Maarif Society.

## Carrière
Il est collaborateur des journaux Achyg sez, Igbal, Besiret. En 1919, du 4 juillet au 1er septembre, il est rédacteur en chef de la version russe du journal Azerbaidjan. Il est un collègue d'Ahmed Javad et son voisin d'Itcheri Cheher (Vieille ville). Khalil Ibrahim est élu secrétaire dans la société des journalistes et écrivains organisée en 1917, à laquelle Husein Djavid, Seid Husein, Abdullah Shaig et d'autres représentants éminents de l'intelligentsia ont activement participé. Il est l'un des premiers membres de la Société Chercheurs d'Azerbaïdjan, un employé actif de la Commission de l'Alphabet et de la Terminologie. Parlant couramment le russe, le persan, l'arabe, l'allemand et l'anglais, il traduit des œuvres classiques en azérbaїdjanais.
Il publie ses écrits dans les journaux « Communiste », « Littérature », « Journal de paysans », « Éducation et culture ».

## Mort
En 1938 Khalil Ibrahim est condamné à mort et réprimé sur l’île de Narguin (Boyuk Zira).